# Ducati Multistrada
La Multistrada és un model de moto de la casa Ducati, que la podem definir com una trail asfàltica, però amb aquesta definició ens quedarem segurament curts, ja que com el seu mateix nom de Multistrada en italià vol dir "molts camins", és una moto que s'adapta a diferents tipus de carreteres o camins, així com a diferents tipus de conducció, des d'esportiva asfàltica a trail offroad, passant per rutera i sense menys prear la seva capacitat urbanita a ciutat. De fet la mateixa marca defineix l'últim model (Ducati Multistrada 1200) com a 4 motos en 1.

## Multistrada 1000

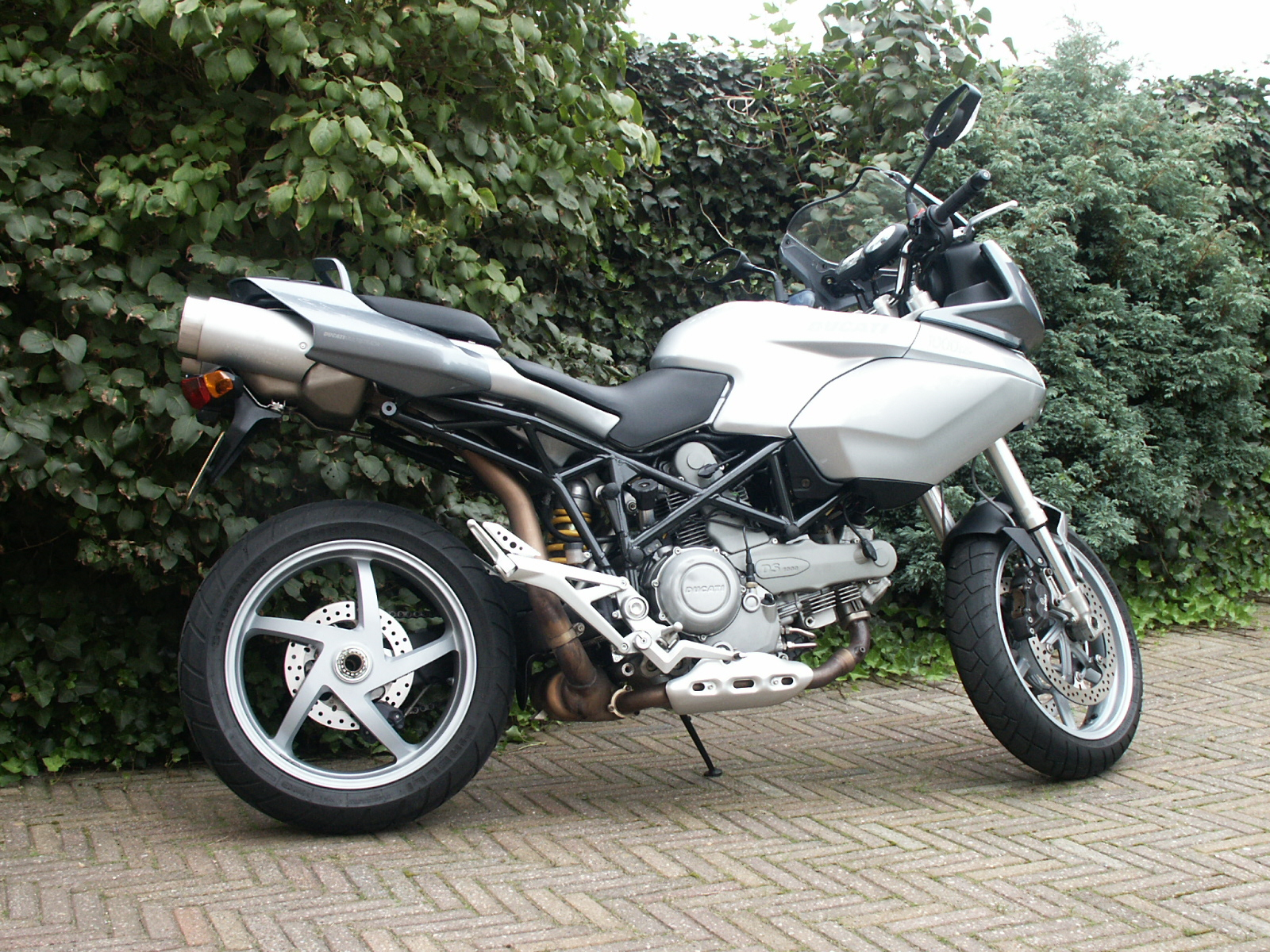
Ducati Multistrada 1000 (2006)

És el primer model que ducati va posar al mercat l'any 2003, amb un motor de 992cc amb una potència de 84CV-62kw a 8.000rpm, amb un parell motor de 8,5kgm-84Nm a 5.000rpm i una ràtio de compressió de 10:1. Complia amb l'estàndard d'emissions Euro2(excepte amb la versió USA). Tenia un pes amb sec de 200kg. El seu motor era el mític i llegendari de la marca Ducati amb 2 cilindres en forma L-Twin, amb 2 vàlvules (Duevalvole) per cilindra Desmodromic, refrigerat per aire. Canvi de 6 velocitats. Una alçada de 850mm amb un xassís multitubular i amortidors Showa amb una forquilla invertida al davant de 43mm i un amortidor al darrere multi-regulable i frens Brembo. Aspecte de trail asfàltica amb una part davantera que ha rebut tantes crítiques a nivell estètic com adeptes. És la moto ideal per als motoristes que volen una moto amb un caràcter personal, que sigui còmoda i al mateix temps una efectiva esportiva amb un toc de disseny inconfusible, que permeti desenvolupar-se bé per la ciutat, autopistes, autovies, carreteres asfaltades i sobretot a les carreteres de revolts, permeten petites incursions a pistes forestals.
El 2005 se sotmet a la primera modificació, on canvia el nom per Multistrada 1000DS. A nivell de motor s'introdueixen unes millores que porta aquest a 92CV-67,7kw a 8.000 rpm, amb un parell motor de 9,4kgm a 5.000rpm. El seu pes disminueix fins a 196kg. També es millora amb el canvi de seient a un més tou i confortable, es recol·loquen els retrovisors 40mm més cap a fora per millorar la visibilitat, s'eleva el frontal i la cúpula per una major protecció alhora de fer kilòmetres i el cavallet tipus pota de cabra per solucionar els problemes de massa inclinació amb aquest ficat. A més apareix una versió anomenada S amb amortidors Öhlins ajustables i millors frens Brembo, que la converteixen en una versió més esportiva i asfàltica.

## Multistrada 620

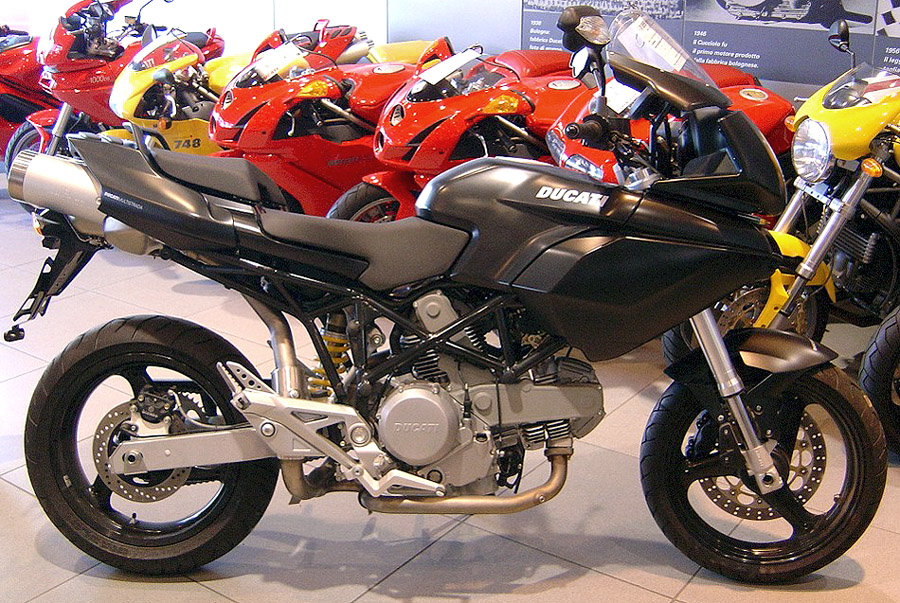
Ducati Multistrada 620 (2005)

Apareix al mercat l'any 2005, amb un motor de 618cc amb una potència de 63CV-46,4kw a 8.500rpm, amb un parell motor de 5,7kgm a 6.750rpm i una ràtio de compressió de 10,5:1. Complia amb l'estàndard d'emissions Euro2. Tenia un pes amb sec de 183kg. El seu motor era el mític i llegendari de la marca Ducati amb 2 cilindres en forma L-Twin, amb 2 vàlvules (Duevalvole) per cilindra Desmodromic, refrigerat per aire. Canvi de 6 velocitats. Una alçada de 830mm amb un xassís multitubular i amb una forquilla invertida al davant Marzocchi de 43mm i un amortidor Sachs al darrere ajustable i frens Brembo. A més disposa d'un embragatge APTC més fàcil i suau de funcionament, amb un sistema antiblocatge en reduccions. A part d'aquestes modificacions respecte a la seva germana gran només es diferencia per un basculant tradicional per contra del monobraç de la 1000.
Tot això la converteix en una moto molt més civilitzada i fàcil d'usar, sense perdre el toc esportiu i l'efectivitat en els revolts. Amb un preu molt més econòmic i un consum inferior a 6 litres en recorreguts mixtes, mantenint l'estètica i virtuts de la seva germana gran. També existeix un model anomenat Dark que es diferencia per una pintura negra mate i un sol disc de fre davanter de 320mm amb 4 pistons per contra els dos discs de 300mm i 2 pistons.

## Multistrada 1100

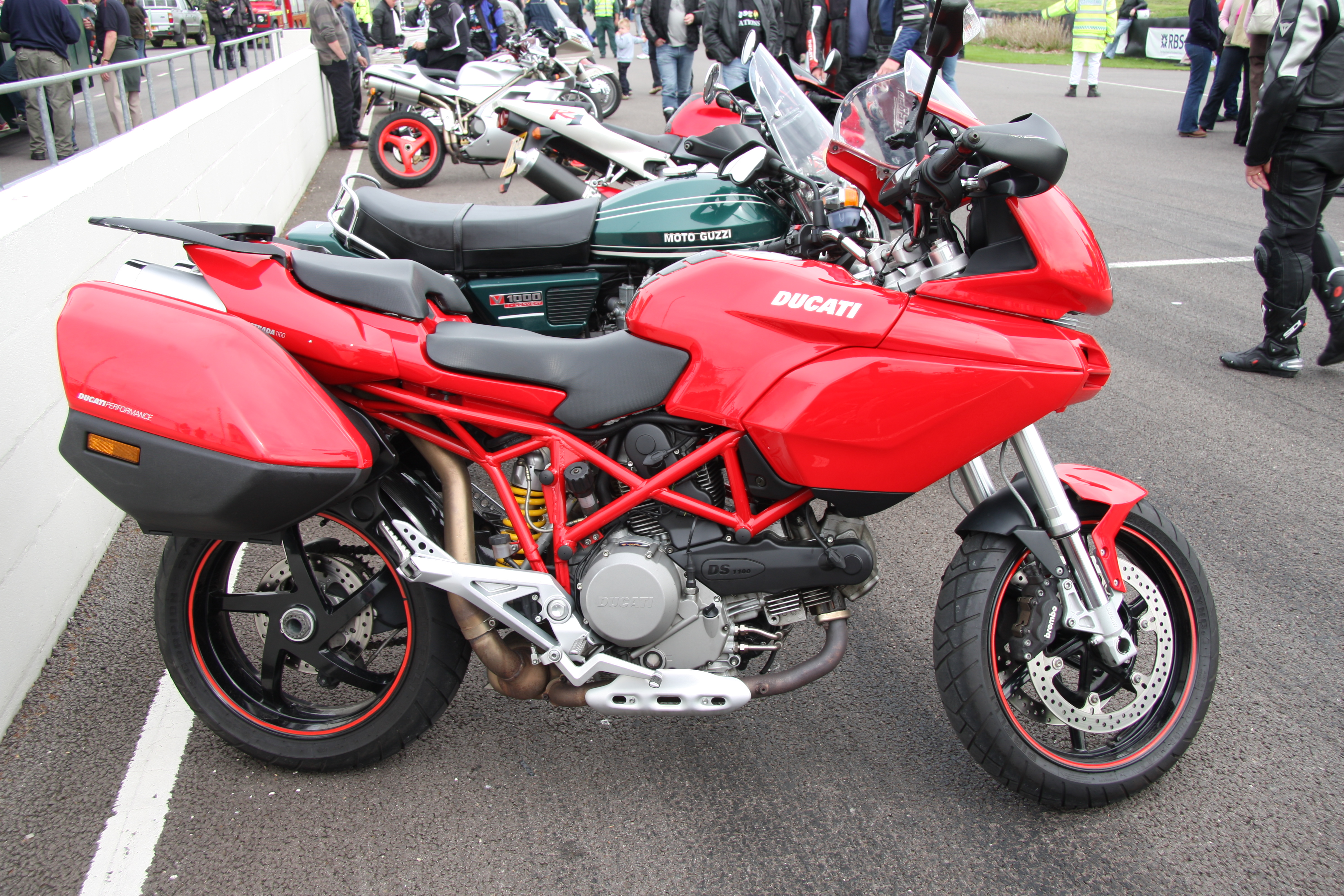
Ducati Multistrada 1100 (2008)

L'any 2007 la 1000 DS i 1000S DS es canvien per la 1100 DS i 1100S DS, aquest cop els canvis respecte a les seves predecessores són de cilindrada i rendiment del mateix motor, passant a una cilindrada de 1078cc, amb un parell motor de 10,5kgm a 4.750rpm i una ràtio de compressió de 10,5:1. També augmenta a 95CV-70kw a 8.000rpm. A més adopta un embrague del tipus APTC com el de la seva germana petita "620". També passa a complir l'estàndard d'emissions Euro3. La resta podríem dir que es manté inalterable. Per tant, amb aquestes millores s'aconsegueix augmentar els cavalls a mig règim i una major suavitat, permeten una conducció més del tipus "ducateando" en els revolts i sense perdre cap de les virtuts de les seves predecessores.

## Multistrada 1200

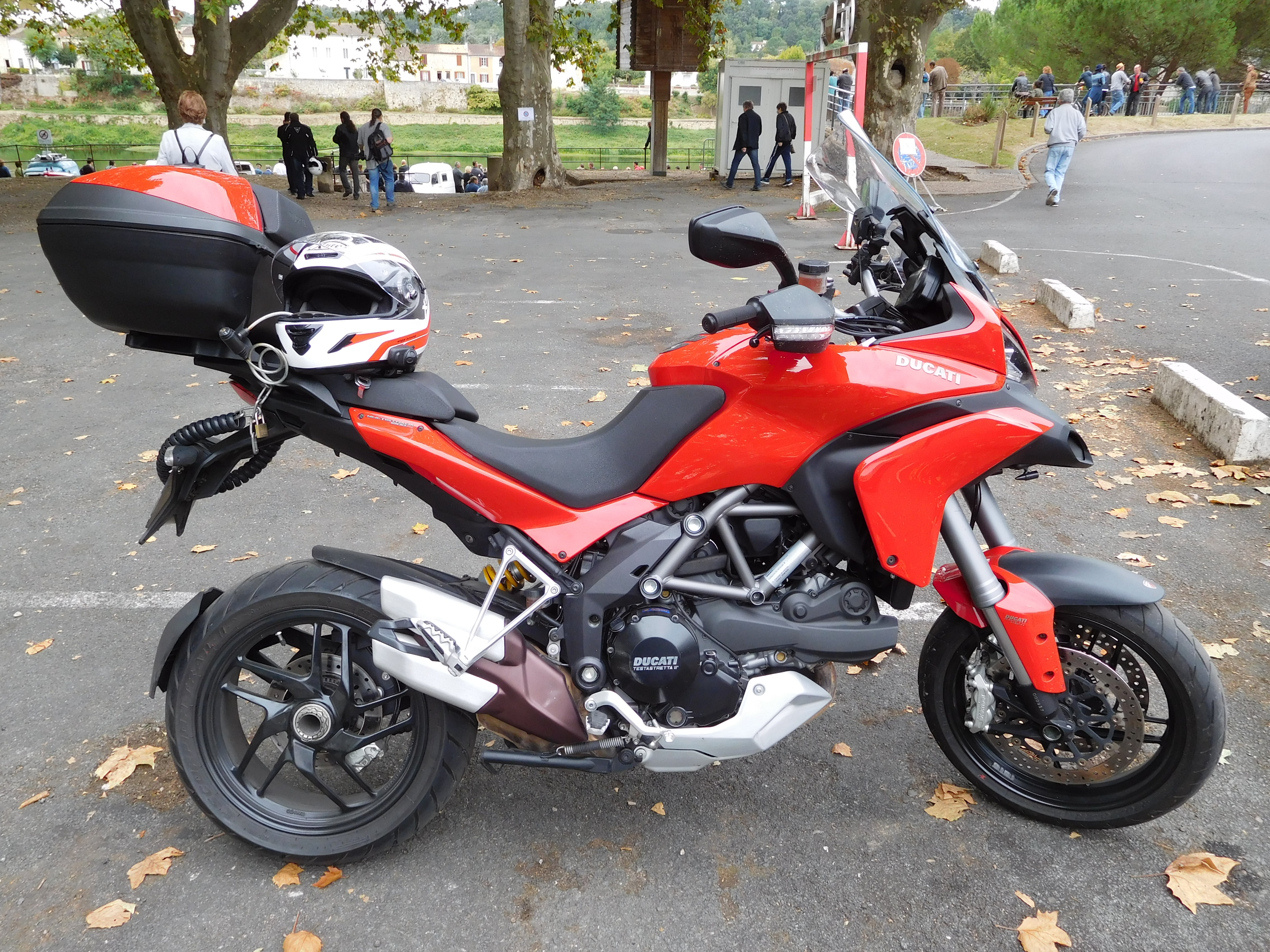
Ducati Multistrada 1200 (2016)

No és fins a l'any 2010 que apareix la 1200, on podem parlar d'una moto totalment nova, tant de la part estètica, com motor i la seva part cicle. Es treuen 3 models diferents inicialment, que són la 1200 (més bàsica amb DTC i Ride by wire de sèrie), la 1200 S Sport (és la 1200 més esportiva, amb DES i ABS, més elements de carboni), la 1200 S Touring (és la 1200 més rutera, amb DES i ABS, més cavallet central, punys calefactables i maletes laterals) i el 2011 apareix la 1200 S Pikes Peak(encara més esportiva que la 1200 S Touring). Aquests models es diferencien bàsicament per l'equipament inicial de cadascun enfront a la seva utilitat, partint del mateix xassís i motor, variant tot el tema de control electrònic, sistema de suspensions, DDA, DTC, ABS i equipament com punys calefactables, maletes, peces de carboni.
Respecte als models anteriors a la 1200, adopta un xassís multitubular amb tubs de major diàmetre, una part central de fosa i una posterior feta de "tecnopolímer", que converteix al xassís un 19% més rígid. El motor és un bicilindric en L, amb distribució Desmodromica de 4 vàlvules per cilindre i refrigeració líquida. Té 150CV a 9.250rpm, un parell motor de 118,7Nm a 7.500rpm, una ràtio de compressió d'11,5:1, i compleix Euro3. Amb només 192 kg de pes en sec i una alçada de seient 850mm. Es diu que són 4 motos en 1, ja que amb un sol botó podem canviar 4 modes diferents (Urban, Touring, Sport i Trail) que afecten tant al número de CV que don el motor anant de 100 (urban i trail) a 150CV (sport i touring), com entrega la potència així com a tot l'apartat de suspensions modificant l'alçada, duresa i recorregut d'aquestes, a més al mateix temps també podem modificar que el control de tracció sigui més o menys intrusiu. Totes aquestes millores fan que la nova Multistrada sigui respecte a les seves antecessores una moto molt millor, ja que és més multistrada que mai en poder ser encara més esportiva, urbanita, rutera i trail que mai, adaptant-se tant a cada medi que sembla que estiguis portant una moto diferent en cada circumstància. Amb una estètica molt millorada, mantenint una línia clarament europea i sobretot Ducati.